# Václav Hradecký
Václav Hradecký (* 21. Oktober 1867 in Světlá nad Sázavou; † 14. Juli 1940 in Domažlice) war ein tschechischer akademischer Maler.

## Leben

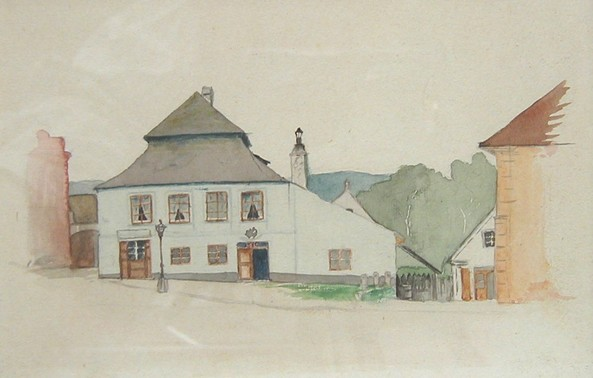
Elternhaus Václav Hradeckýs in Svetla nad Sázavou vor 1900 (Aquarell von Joseph Hradecky – Sammlung der Familie)

Geboren wurde Hradecký am 21. Oktober 1867 in einer Familie von Verkäufern und Stadträten in Světlá nad Sázavou als eines von sechs Geschwistern. Nach Abschluss der Schule ging er 1887 nach Prag, um Malerei zu studieren.
Er begann sein Studium in der Kunstgewerbeschule in Prag bei Professor František Ženíšek. Nach einem Jahr wechselte er an die Prager Akademie für Malerei (später Kaiserliche Akademie der Künste), wo er seine Studien bei den Professoren František Sequens (1888–1893) und Václav Brožík (1893–1897) fortsetzte. Er studierte an der Akademie bis ins Jahr 1897.
Im Jahr 1893 stellte er seine Werke auf der Weltausstellung in Chicago aus, drei Jahre später erregten seine „Szenen aus dem bäuerlichen Kämpfe“ große Aufmerksamkeit bei einer Ausstellung in Philadelphia. In den Jahren 1896, 1897 und 1900 präsentierte er seine Werke auf Ausstellungen in Prag. Er war auch kurz Mitglied der Vereinigung Mánes. Freundschaft schloss er sich mit Ludek Marold.
1901 ging er als junger Anarchist mit militanten Gleichgesinnten nach Paris, wo er mit František Kupka befreundet war und mit  anderen tschechischen Künstlern mit Wohnsitz in Frankreich (Jan Dědina, Rudolf Plaček, Vojtěch Preissig, Ludvík Strimpl). 1902–1905 fertigte er für die satirische Zeitschrift L'Assiette au Beurre Illustrationen. Im Jahr 1905 produzierte er eine Sammlung von satirischen Zeichnungen über die blutige Niederschlagung von Aufständen in Russland.
Wahrscheinlich 1908 kehrte er nach Prag zurück. Der Einzelgänger entwickelte starke patriotische Gefühle. Er war an historischen Scheidewegen der tschechischen Geschichte interessiert, besonders der Reformationszeit. Oft kam er auf das Motiv der Hinrichtungen auf dem Altstädter Ring im Jahr 1621 zurück.
Er lebte und arbeitete im Atelier an der Národní třída 20 in Prag. Bis zum Ende des Lebens, dann schon die Öffentlichkeit meidend, war er auch Mitglied einer Bruderschaft von Intellektuellen, die sich selbst von der Außenwelt isolierte. Er hasste seine Kritiker, nicht seine Werke.
Wahrscheinlich die letzte politisch motivierte Zeichnung Václav Hradeckýs war „Die Republik trug ihr Kreuz“, eine Reaktion auf „München“, vom 21. November 1938.
Er starb plötzlich am 14. Juli 1940 während eines Sommer-Aufenthalts in der Wohnung seiner Schwester in Domažlice.

## Erbe und Ausstellungen
Das umfangreiche künstlerische Erbe wurde nach seinem Tod in den Besitz von Jiří Karásek ze Lvovic mit einer Galerie im Tyršova-Haus auf der Prager Kleinseite übergeben. Heute gehören die Sammlungen dem Museum für Nationale Literatur in Prag. Hier wurde 1972 eine umfassende Ausstellung der Werke von Hradecký gezeigt (Katalog und Kurator Rumiana Dačeva). Hradeckýs Karikaturen wurden  2001 in Olmütz, Vysoké Mýto und Paris gezeigt. 
Eine Ausstellung seiner Werke gab es auch 2005 im Grafik-Museum in Chrudim.

## Ausgewählte Werke

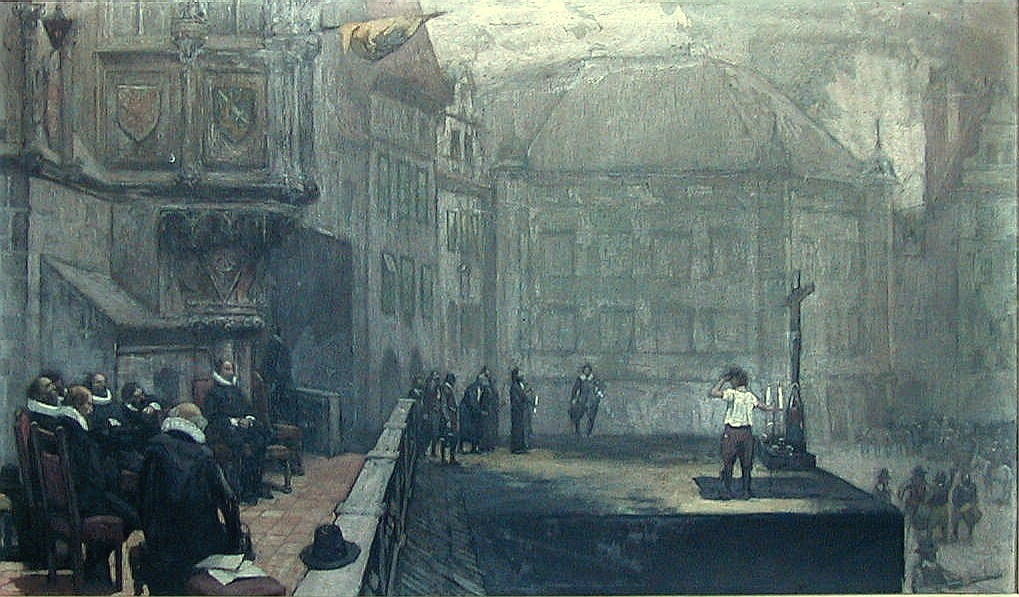
Vaclav Hradecky: Skizze Altstädter Ring (Öl auf Leinwand, Sammlung der Familie)

- Výjev ze selských bojů – Szene aus bäuerlichen Kämpfen
- Poprava českých pánů roku 1621 – Hinrichtung tschechischer Adliger 1621
- Studie ze židovského města – Studien aus der jüdischen Gemeinde
- Finis Ghetto
- Francouzská revoluce – Die Französische Revolution
- II.list z Dědictví parijů – II. Brief aus Kindheitsvermächtnis
- Melechov
- David